# مرسدس-بنز دبلیو۱۰۸
مرسدس-بنز دبلیو۱۰۸ (به انگلیسی: Mercedes-Benz W108) خودرویی است که از سال ۱۹۶۵ تا ۱۹۷۲و ۱۹۷۳ (فقط در آمریکا) توسط شرکت مرسدس بنز و در کشور آلمان تولید شده‌است. این سری چایگزین سری W112 , w111 گردید. سری ۱۰۸ فروش موفقی در آلمان غربی و همچنین آمریکای شمالی و شرق آسیا داشت. در طول ۷ سال ۳۸۳۳۶۱ دستگاه از این اتوموبیل لوکس تولید گردید.

## سیر تکامل
نسل قبلی این خودرو یعنی مرسدس بنز w111 به کمپانی دایملر کمک نمود تا فروش بیشتری داشته باشد و به این ترتیب به مزیت مقیاس دست یابد. در حالی که مرسدس بنز در دهه پنچاه روی خط نقاله‌های جداگانه سری‌های مختلفی مانند 300S و 300Sl و 190SL و ۲۲۰ و ۱۹۰ و حتی مدل دستساز W186 را به‌طور همزمان تولید می‌نمود، در تولید مدل ۱۱۱ تمام تولیدت خانواده مرسدس بنز در یک پلتفرم اتومبیل واحد تجمیع گرید. بدین ترتیب هزینه‌ها و زمان تولید به شدت کاهش یافت. با این وجود مد و سبک طراحی در اوایل دهه ۶۰ تغییر نمود و باله‌های تیز انتهای ماشین‌ها از مد افتاد. هرچند این باله‌ها نقش مهمی در افزایش آیرودینامیک مدل ۱۱۱ ایفا می‌نمودند اما در تولید مدل‌های کوپه و کابریولت w111 این باله‌های نوک تیز جای خود را به خمیدگی‌های برجسته و بدون تزیینات کرومی داده و در سال ۱۹۶۳ با ظهور w113 به خطوطی بر روی کنار بدنه شبیه شده و در نهایت با ظهور مدل W100 600 در سال ۱۹۶۴ محو گردیدند. تغییرات اساسی بر روی طراحی W111 در سال ۱۹۶۱ به رهبری پل باراک آغاز شد و در ۱۹۶۳ با طراحی W108 پایان رسید. حاصل عمده این تغییرات حذف باله‌های انتهایی بود با این حال W108 خط کمر کوتاه تری به نسبت W111 داشت و بدین ترتیب فضای شیشه‌ها ۱۷ درصد افزایش یافت. هم چنین W108 به نسبت سلف خود سواری پایین‌تری داشت (حدود ۶۰ میلی‌متر) و هم چنین درهای خودرو حدود ۱۱ میلیمتر طویل تر شده بودند. حاصل این تغییرات یک طراحی جدید با ظاهری جادار تر و فضایی باز تر بود. سیستم تعلیق W108 به یک اکسل عقب تقویت شده با فنر هیدروپنوماتیک مجهز شده بود. هم چنین هر چهار چرخ اتوموبیل به رینگهای ۱۴ و ترمز دیسکی مجهز گردیده بود. مدل W109 تفاوتی با W108 نداشت و فقط فاصله بین دو محور ۱۱۹ میلی‌متر افزایش یافته بود و به یک سیستم بادی تعلیق اتوماتیک مجهز گردیده بود. در واقع W109 جانشین W111 300SEL گردیدکه سری موقتی بین W198 و W100 600 بود. موفقیت چشمگیر W109 دایملر را متقاعد نمود تا به تمامی مدل‌های کلاس S یک نمونه با فاصله محور بلندتر اضافه نماید. با وجود اینکه مدل W108 جانشین مدل W111 گردیده بود، تولید W111 به عنوان یک کلاس متوسط همچنان تا ۱۹۶۸ ادامه یافت. W108 با طراحی بی نظیر خود از گذشته تا کنون همواره مورد توجه مجموعه داران بوده و هست.